# Pléiotropie antagoniste
 (octobre 2019).
La pléiotropie antagoniste est une théorie portant sur la génétique élaborée par le biologiste George C. Williams en 1957 pour expliquer la cause du vieillissement.

## But
Peu de temps après la découverte de la structure de l’ADN, les scientifiques ont tenté d’expliquer le vieillissement d’un point de vue génétique.

## Théorie de l’accumulation des mutations
La pléiotropie antagoniste se base sur la théorie de l’accumulation des mutations, élaborée par le prix Nobel de médecine Peter Medawar, un britannique. Selon cette théorie, le vieillissement survient à cause des mutations génétiques délétères. Cependant, les effets de ces mutations ne se manifestent qu’après un certain âge situé après la période pendant laquelle la reproduction se fait normalement, de sorte que la sélection naturelle ne pourrait éliminer les gènes, qui se transmettent ainsi de génération en génération, entraînant le vieillissement, puis la mort, des personnes ayant ces gènes. Il y a une accumulation des mutations délétères. Cette théorie est, aujourd’hui, toujours en vigueur.

## La pléiotropie antagoniste
La théorie de Williams va un peu plus loin que celle de Medawar. Le biologiste américain affirme que les gènes qui causent le vieillissement ne sont pas éliminés par l’évolution non seulement parce que leurs effets délétères se manifestent après la période de reproduction, mais aussi parce que les gérontogènes (en) (gènes du vieillissement) ont un effet bénéfique avant la reproduction.
Les gérontogènes sont donc pléiotropes : ils induisent un bénéfice précoce et un effet néfaste tardif. Par exemple, les gérontogènes peuvent faciliter la capacité d'un organisme à se reproduire et, après la période de reproduction, les mêmes gènes peuvent faire vieillir l’organisme.
Autrement dit, selon la théorie, vieillir serait le prix à payer pour de meilleures aptitudes à la reproduction.

## Confirmation expérimentale
Le retrait du gène pit 1, chez la souris, entraîne du nanisme et des problèmes de reproduction, voire la stérilité. Cependant, la durée de vie de la souris est allongée. Le gérontogène pit 1 est donc pléiotrope.
Plusieurs tests effectués sur d’autres animaux ont permis d’allonger leur espérance de vie, tout en diminuant certaines de leurs facultés de reproduction.

## Possibilités pour l’avenir
Certains, comme les transhumanistes, croient en la capacité du génie génétique à augmenter l'espérance de vie des êtres humains. Cependant, les recherches en ce sens présentent un dilemme moral : tenter de ralentir ou stopper le vieillissement d'êtres humains risquerait de les rendre stériles.